# El informal (programa de televisión)
El informal fue un programa humorístico de televisión de formato en directo y diario de lunes a viernes emitido por la cadena española Telecinco entre 13 de julio de 1998 y 5 de abril de 2002, en el acceso horario central, de 21:30h a 22:05h.
En año 2012, Miki Nadal presentó la idea a La Sexta para resucitar El informal, incluso haciendo la gestión de contactar a cómicos para formar equipo pero, tal como informa una trabajadora de la productora Imagina, el proyecto fue rechazado.

## Presentadores
- Javier Capitán: director y líder del programa. Antes de El informal era muy popular por sus imitaciones en RNE de Felipe González y otros personajes de la actualidad como Jordi Pujol o Alfredo Di Stéfano entre otros. En el programa él hacía un papel de hombre "serio", aunque eso no impedía que participara en las bromas como los demás, destacando su compenetración con Florentino Fernández.

- Florentino Fernández: procedente de un programa de Telecinco presentado por Pepe Navarro, Esta noche cruzamos el Mississippi, interpretaba un rol de presentador cómico y se encargaba de realizar doblajes de vídeos, así como a la creación de personajes nuevos y coletillas para el programa.

### Colaboradores principales
- Inma del Moral: primera reportera del programa desde 1998 hasta 1999, se encargaba de la cobertura de acontecimientos políticos, culturales y deportivos, así como de entrevistas a famosos. Su rol era el de una persona seductora a la que Florentino intentaba conquistar durante todos los programas, aunque sin éxito. Inma abandonó el programa tras iniciar una relación sentimental con Pedro Ruiz, uno de los blancos de las bromas que hacía el programa.

- Félix Álvarez: también conocido como Felisuco, salía a la calle para hacer reportajes más desenfadados, preguntando a la gente de la calle su opinión. También colaboraba doblando vídeos y participando en sketches. También fue el encargado de realizar en el año 2000 la sección Tocomocho, en la que realizaba trueques para ayudar a familias necesitadas. Destacaba como momento cómico la interacción con Florentino: este le decía Suco, suco, mi Felisuco, cabeza buco a Félix, a lo que éste le llamaba Focamonje. En 1999 presentó junto con Sergi Mas El informal del verano.

- Patricia Conde: reportera del programa y sustituta de Inma del Moral, desde 1999 hasta la finalización del programa. Según ella en realidad es de otro planeta, hacía un rol de persona loca y despistada y ocupó más protagonismo en el estudio del programa. Participaba activamente en los sketches además de realizar los reportajes callejeros, teniendo más protagonismo que el que tuvo Inma en su momento. Entró como reportera en El informal del verano y pasó al programa.

- Miki Nadal: Se incorpora al programa en 1999. Miki se encargaba de doblaje y sketches en estudio, siendo recordados sus doblajes de Arnold Schwarzenegger con acento maño (El Chuache) o sus imitaciones de Raphael.

- Mario Gil: Antiguo teclista del grupo de techno-pop de los ochenta La Mode. Encargado del sonido y música en el programa, también participó en varios sketches en estudio hasta ser casi un habitual de los mismos al final del programa.

### Otros colaboradores
Los siguientes colaboradores destacan por haber realizado una aparición breve en el programa.
- Sergi Mas: en 1999 presentó junto con Félix Álvarez la versión veraniega de El informal.[1]

- Aitor Alonso: reportero durante "El informal del verano", se encargaba de los reportajes realizando el trabajo que habitualmente ejercía Félix, reportajes a pie de calle.

- Marilyn Torres: actriz cubana, realizaba reportajes especiales en "El informal del verano" y participaba en bromas en el estudio.

- Alicia Ramírez: antes de El Informal participó en el programa La parodia nacional y en el sustituto que realizó Globomedia para el verano del año 2000, Emisión Imposible fue el salto con el cual pasó al programa, durante toda la temporada 3 (2000-2001). Su cometido era participar en doblajes, imitar a la cantante Tamara "La Mala" y hacer algunas secciones como "Perdone las disculpas", donde entrevistaban a un blanco de las bromas del programa para pedirle disculpas. Su paso fue efímero, ya que terminó presentando los resúmenes del programa Supervivientes.

- Maribel Casany: fue el último fichaje de El informal, procedente del sustituto del programa para el verano de 2001, Nada personal. En El informal se encargó de cubrir entrevistas a personajes famosos. Antes de participar en el programa se dedicaba, sobre todo, al teatro.

## Datos técnicos
AMBIENTACIÓN MUSICAL: Mario Gil.
SINTONÍAS MUSICALES: Oscar Aznar.
DIBUJOS ANIMADOS: La Pecera.
DOBLADORES: Florentino Fernández, Javier Capitán, Miki Nadal, Mónica Chaparro, Luis Figuerola.
DIRECCIÓN: Juan Andrés García, Carlos Herrero, Javier Capitán, Begoña Puig
COORDINADOR GUIONISTAS: Miguel Ángel Ferrer y Gabriel García-Soto.
GUION (Plató, salidas reporteros, vídeos y sketches): Ángel Ayllón, Eloy Salgado, Josean Boada, Marina Efrón, Amparo Martínez de la Riva, Mariano Carreño, Pablo López, Ilde llanes, José Antonio López, Enrique Sanz, Casandra Valdés, Fernando Costilla, Pablo Ruiz, Marta Torres, Pedro Bravo y Ramón Muñoz, Ricardo Groizard, Javier Pilar, Fernando Gamero.
COORDINADOR REDACTORES: Ana Vera, Ana Gordon
REDACTORES: Nela Abellán, Eva Treviño, Julia García, Araceli Palomeque, Ana María Planas, Ana Muñoz, Mar Díaz, Marisa Lafuente, Luis García Fierro, Elena Díaz y Nerea Cobos.
PREVISIONES: Marian Álvarez
DOCUMENTACIÓN: Sebi García, Mamen García García, Laura Moñus, Inma Alcaide, Ricardo García, Víctor Valera, Raquel García y Noelia Fuerte.
PRODUCCIÓN GLOBO: Ana Román, Lidia Bertol, Iñigo Sancristoval, Alberto del Villar, Cecilia Martín y Álex Nájar.
PRODUCCIÓN TELE-5: Ramón González, Juan Ramón Vizcaíno, Belén Huete y Mari Sol Medrano.
CONDUCTOR: Joaquín Serrano, Delfín y José Manuel Ramos.
REALIZACIÓN: Belén González, Ricardo Díaz, Katherine Vispo, Jesús Huelva, Carlos Astolfi, Irene González, Valentín Escribano.
MEZCLADOR DE IMAGEN: Juan Antonio Garrido
MONTAJE: Andrés Cristóbal, Ángel Molina, Antonio Corpas, Carmen Rodríguez, Javier Bernal, José Carlos Culebras, Juan Carlos Salvador, Manuel Abella, Miguel Ángel Carrillo, Nuria Gómez, Raúl Heredero, Reyes de la Muela y Rubén Hita.
ESTILISTA: Ana Hernández.
SASTRA: Lola Sánchez.
AMBIENTACIÓN Y ATREZZO: David Molinero Valriberas

## Premios y distinciones
- Antena de Oro 1998
- Premios ATV
  - Finalista al Mejor Comunicador de Programas de Entretenimiento para Florentino Fernández: 1999
- TP de Oro
  - Mejor programa de actualidad y reportajes: 1999, 2000, 2001
  - Personaje Revelación para Florentino Fernández: 1999
- Premio Ondas
  - Mejor Programa de Entretenimiento: 2001
- GECA al Programa de Humor Más Seguido: 1999

Fue considerado por el Grupo Joly uno de los cien mejores programas de la historia de la televisión en España.

## Adaptaciones
En México, la cadena TV Azteca adaptó el formato en dos ocasiones:
- La primera vez en 2004, como una sección dentro del programa nocturno El pelón de noche de Héctor Suárez Gomis. Se tituló El infor-mal, y fue presentado por el actor y locutor Jesús Guzmán y la comunicadora Susana Moscatel.

- La segunda vez en 2006, como un programa semanal de media hora también titulado El informal. Fue producido por la periodista Pati Chapoy y conducido nuevamente por Jesús Guzmán, acompañado por los actores Nadia Escobar, Mario Alberto Monroy y Mariana Treviño. Emitido por el canal Azteca 7 entre 2006 y 2008.